# Jorge Aizkorreta
Jorge Aizkorreta Jurado (Barakaldo, 6 febbraio 1974) è un ex calciatore spagnolo, di ruolo portiere.